# Kakanj
Kakanj (serbiska: Какањ) är en ort i Bosnien och Hercegovina. Den ligger i entiteten Federationen Bosnien och Hercegovina, i den centrala delen av landet, 40 km nordväst om huvudstaden Sarajevo. Kakanj ligger 399 meter över havet och antalet invånare är 12 406.
Terrängen runt Kakanj är huvudsakligen kuperad. Kakanj ligger nere i en dal.Runt Kakanj är det ganska tätbefolkat, med 93 invånare per kvadratkilometer.. Närmaste större samhälle är Zenica, 19,0 km väster om Kakanj.
Omgivningarna runt Kakanj är en mosaik av jordbruksmark och naturlig växtlighet.